# 平本茜子
平本 茜子（ひらもと あかね、本名同じ、1983年1月22日 - ）は日本の女優。山口県大島郡出身。
13歳の頃からジャズダンス、バレエを始め、19歳で劇団ひまわりに入所し大阪で女優活動を始める。
NHK連続テレビ「てるてる家族」にて石原さとみ演じる主人公の友人役にてデビューを果たす。それ以降、「北島三郎特別公演」ミュージカル「クリスマスキャロル」などに出演をする。劇団ひまわり退所後、フリーで活動を続ける。
2008年によしもとクリエイティブエージェンシー所属劇団、京橋花月劇団にオーディションにて合格。劇団での活動を始める。京橋花月よる芝居を中心に活動しつつ、2009年無期限ロングランを目的としたノンバーバルパプォーマンス「ギア」のオーディションに合格し、ドール役を射止める。五回のトライアウト公演を行い、2012年4月より京都にある劇場にて無期限ロングランを開始。現在までレギュラー出演をする。　2016年、大阪で活動するアイドルや子役、新人女優たちが事務所の垣根を超えて立ち上がった喜劇カンパニー「OSAKA GIRLS COMEDY〜ハニカミ!」にてメインの作家・演出家等を担っている。
主な出演作品はノンバーバルパプォーマンス「ギア」、映画「トイレの花子さん～花子さんvsヨースケくん」、TV「大奥」フジテレビなど。